# 阿特金森 (多米尼克)
阿特金森（Atkinson）是加勒比海岛国多米尼克圣戴维区的一个村庄，位于马里戈特南部和巴塔卡北部之间的岛上东海岸，2001年人口365人。
15°31′N 61°16′W / 15.517°N 61.267°W